# ルイス農園の戦い
ルイス農園の戦い（ルイスのうえんのたたかい、英: Battle of Lewis's Farm、またはクエーカー道路の戦い、軍事道路の戦い、グレイブリーランの戦い）は、南北戦争も最終盤となった1865年3月29日に、バージニア州ディンウィディ郡で起きた戦闘である。通常はピーターズバーグ包囲戦と呼ばれるリッチモンド・ピータースバーグ方面作戦の最後の決戦となった戦いはこのルイス農園で始まった。ユリシーズ・グラント中将が指揮する北軍が、ロバート・E・リー将軍の指揮する南軍北バージニア軍をピーターズバーグとアメリカ連合国の首都であるリッチモンド両市の防衛的前線から追い出した。歴史家の多くやアメリカ合衆国国立公園局はこのルイス農園の戦いをアポマトックス方面作戦の最初の戦闘であると考えている。この方面作戦は1865年4月9日のリー軍の降伏に繋がった。
1865年3月29日早朝、北軍のポトマック軍に属するガバヌーア・ウォーレン少将指揮下の第5軍団と、アンドリュー・A・ハンフリーズ少将の指揮する第2軍団の2個軍団が、ピーターズバーグ市から南、北軍の前線からは南と西に動いて、南軍の前線の終端に向かった。南軍の防衛軍はリチャード・H・アンダーソン中将の指揮する北バージニア軍第4軍団だった。この軍団にはブッシュロッド・ジョンソン少将の1個師団が入っているだけだった。
ウォーレンの先遣旅団はジョシュア・チェンバレン准将が指揮しており、北に転じてクエーカー道路を南軍の前線に向かって前進し、ルイス農園でジョンソン師団の3個旅団との戦闘になった。北軍は4門の大砲を持った砲兵大隊に補強され、さらに後にはエドガー・M・グレゴリー大佐（名誉准将）の指揮する旅団から2個の大型連隊にも救援され、南軍をその防衛線まで押し返し、重要な道路の交差点を確保した。チェンバレンが負傷し、辛うじて捕虜になるのを免れた。北軍のアルフレッド・L・ピアソン大佐（名誉准将）は、この戦闘から32年後にその英雄的行動で名誉勲章を与えられた。
この戦闘での損失は、北軍381名、南軍371名とほぼ同数だったが、戦闘が終わったときに、ウォーレンの軍団がボイドトン板張り道路とクエーカー道路の交差点という重要な目標を保持した。戦闘から数時間のうちに、このときはまだポトマック軍とは別にシェナンドー軍として行動していたフィリップ・シェリダン少将の騎兵軍団がディンウィディ・コートハウスを占領した。この行動はボイドトン板張り道路を確保することにもなった。北軍は南軍の防衛線に接近し、南軍の側面を攻撃できる位置に就いた。そこはファイブフォークスの重要な道路交差点であり、ピーターズバーグ市とリッチモンド市にまだ通じていた2つの鉄道線があった。
1865年4月2日から3日、南軍はピーターズバーグ市とリッチモンド市から脱出し、西への移動を始めた。多くの挫折や小さな戦闘が起き、4月6日にはセイラーズクリークの戦いで南軍が重大な敗北を喫し、リーは1865年4月9日に、リンチバーグの東約25マイル (40 km) にあるアポマトックス・コートハウスで、グラントとその追撃してくる北軍に降伏した。1865年6月末までに南軍の全ての軍隊が降伏し、アメリカ連合国政府が崩壊した。

## 背景

### リッチモンド・ピータースバーグ方面作戦
1864年6月15日から18日、北軍2個軍団がリッチモンド市のすぐ北、手詰まりとなっていた戦線からジェームズ川を越えてピーターズバーグ市の南まで、感知されずに移動した。この部隊はピーターズバーグでジェームズ軍と合流したが、第二次ピーターズバーグの戦いで南軍の小勢の守備隊から市を奪うことができなかった。1864年6月18日までに、南軍の北バージニア軍は守備隊を補強し、291日に及んだリッチモンド・ピータースバーグ方面作戦（ピーターズバーグ包囲戦）が始まった。
グラントの戦略は、南軍を疲弊させる塹壕に入った消耗戦とならざるを得ず、ピーターズバーグとリッチモンドへの供給源と供給線を破壊または遮断し、勢力的に劣り衰退していく南軍が限界まで守ることになる戦線を拡大した。
1864年の残り期間と1865年の初期、グラントはピーターズバーグの南の戦線にあったその軍隊を緩りと西に動かし、ピーターズバーグを6度攻撃し、同時にリッチモンドあるいはその近くも攻撃した。南軍はこれらの動きに対応するためにその前線を伸ばしていったが、その厚みが薄くなっていった。リーは物資や兵員を補充するのが次第に難しくなり、絶対的に増え続けている北軍からピーターズバーグとリッチモンド両市を守ることができないことが分かっていた。特に北軍が最近徴兵して訓練していた兵士が到着することが予測され、シェナンドー渓谷で戦っていたフィリップ・シェリダンの騎兵師団が到着することや、既にノースカロライナ州で作戦展開していたウィリアム・シャーマン少将の軍隊が、春の雨が止んで道路が乾いた後にバージニアに移動してくる可能性が強いことも知っていた。
1865年2月5日から7日に起きたハッチャーズランの戦いの後、前線はさらに4マイル (6.4 km) 伸び、リーが新しい守備隊を入れた後はもう予備隊がほとんど無かった。その軍隊の一部あるいは全体がリッチモンドとピーターズバーグの前線を離れたとして、ダンビルあるいはおそらくリンチバーグで食料や物資を補給し、シャーマン軍に対抗しているジョセフ・ジョンストンの軍隊と合流しなければならないことが分かっていた。南軍が即座にシャーマン軍を破れなければ、グラント軍がシャーマン軍の残りと合流できる前に、グラント軍に対抗するために戻って来ることになるはずだった。リーは移動のための準備を始め、アメリカ連合国大統領のジェファーソン・デイヴィスと陸軍長官ジョン・ブレッキンリッジにその結論と作戦を知らせた。
リーは、ジョン・B・ゴードン少将の提案する北軍の前線を破り、ピーターズバーグの東、アポマトックス川の南のステッドマン砦の近くにある狭い前線にそって攻撃することでシティポイントの物資基地を脅かそうという作戦を認めた。これはグラントにその前線を少なくとも一時的に短くさせることになるはずだった。もしこれに成功すれば、リーがその前線を短縮して西への移動を即座に開始でき、ノースカロライナ州に向かう可能性を得られる可能性があった。
1865年3月25日夜明け前、ステッドマン砦に対するゴードン隊の急襲は当初成功したが、その後のステッドマン砦の戦いで北軍が反撃して砦を奪い返し、南軍をその防衛線に押し戻し、ジョーンズ農園の戦いの午後にはその前線の西部の大半を含めて、前衛哨戒線を諦めるしかなくなった。南軍は約4,000名の損失を出し、それを補充できなかった。ステッドマン砦での敗北後、リーはその軍隊の一部を派遣することができず、さらにピーターズバーグとリッチモンド守備を維持できないことが分かった。またピーターズバーグへの供給線として残っているサウスサイド鉄道とボイドトン板張り道路に対して、現在の防衛線の端を回って、グラント軍が動いて来ることも分かっていた。

### グラントの命令
グラントは1865年3月24日には既に、3月29日には攻勢を始めるという命令を出しており、ステッドマン砦の戦いの結果によって命令を変えることは無かった。グラントは、シェリダンの騎兵隊が南軍に僅かに残された鉄道、サザン鉄道と、リッチモンドに至るリッチモンド・アンド・ダンビル鉄道を遮断し、歩兵部隊が可能ならば南軍をその陣地から誘い出すという作戦を立てていた。3月28日、グラントはシェリダンに、その部隊を率いて南軍の右翼側面に回り込み、南軍が塹壕から出てきた場合には、歩兵部隊の支援を得て戦うことと伝えていた。そうでなければ、鉄道をできる限り破壊し、ピーターズバーグに戻るか、ノースカロライナ州でシャーマン軍と合流するか、裁量に任せることにしていた。
グラントはポトマック軍の中から2個軍団すなわち、ガバヌーア・ウォーレン少将指揮下の第5軍団と、アンドリュー・A・ハンフリーズ少将の指揮する第2軍団に、シェリダンの右翼側面、標的の東を支えるよう命令を出した。グラントは、これら歩兵軍団が防御位置にある南軍の側面を衝き、シェリダンの任務を妨害するのを妨げ、南軍が戦闘に出て来るならば、それを元の前線に押し返すことを望んだ。ウォーレンの軍団は当初、ディンウィディ・コートハウスを占領することも命令されており、それはその場所でボイドトン板張り道路の部分を支配することでもあったが、後にその任務はシェリダンに任された。
グラントの命令下、3月27日から28日の夜に、エドワード・オード少将がジェームズ軍の部隊を密かに移動させた。それにはジョン・ギボンの第24軍団から2個師団、ゴッドフリー・ワイツェル少将の第25軍団から1個師団、およびラナルド・S・マッケンジー准将の騎兵師団が含まれており、リッチモンドの前線から第2軍団の居たピーターズバーグの前線を埋めるための移動であり、第2軍団はシェリダン軍支援のために動いていた。南軍はリッチモンドの前線を守るジェイムズ・ロングストリート中将の軍団がオードの動きを見逃しており、リーはリッチモンドの前線をどうしようもなく弱くすることなしに、グラント軍の動きに対応させられる兵員の数を限られたものにしていた。

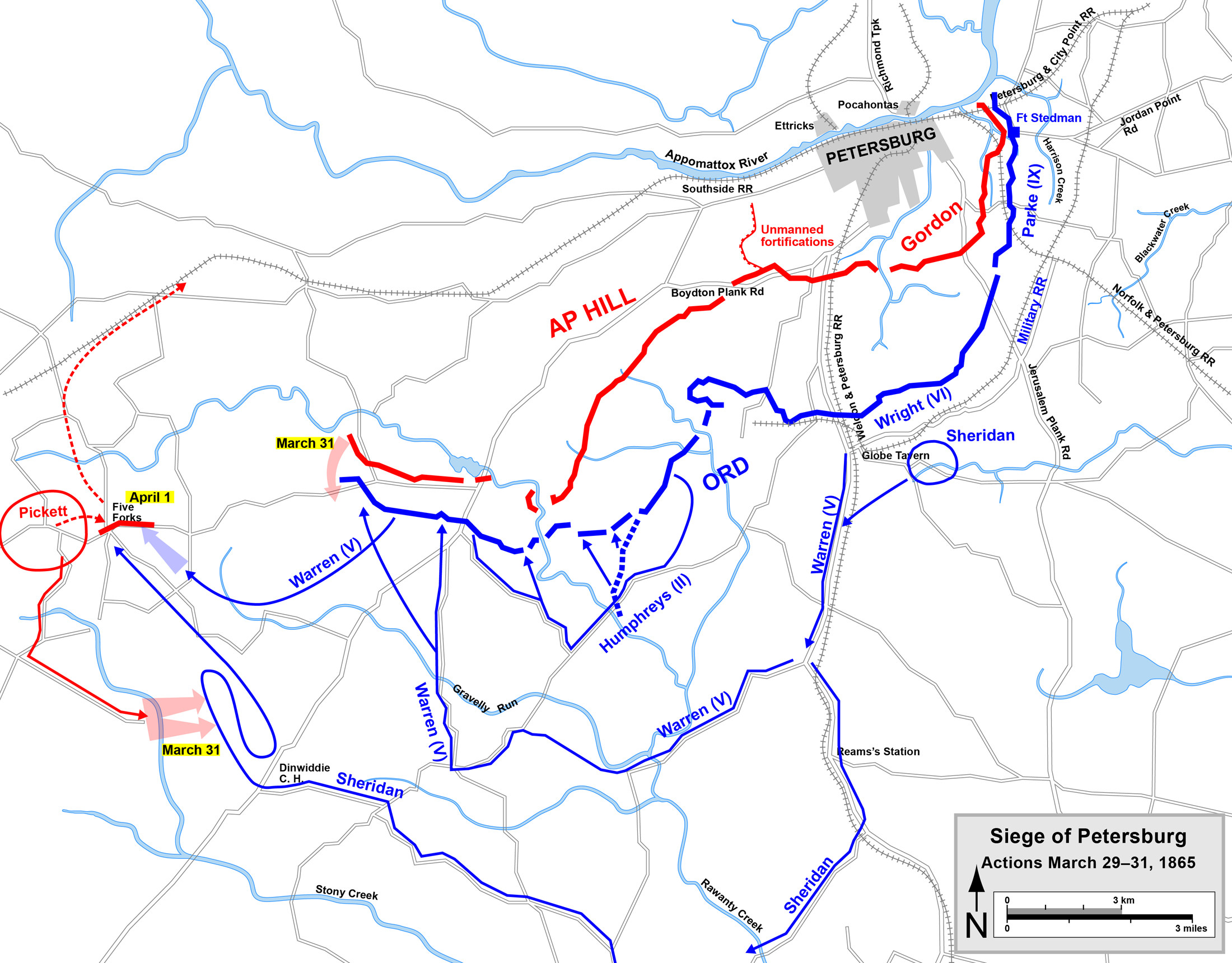
ファイブフォークスの戦いの前と間のピーターズバーグでの動き

### 地域道路の状況
この地域の道路や場所について、ジョシュア・チェンバレン准将が1915年に出した著書『The Passing of the Armies』の中でうまく言葉で表現されている

### 3月29日の動き

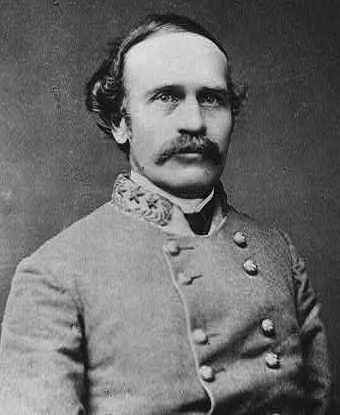
ブッシュロッド・ジョンソン少将

ウォーレンの第5軍団は17,000名を超えており、3月29日午前3時にステージ道路にあった北軍前線の南にあった予備隊の位置から、ロワンティ・クリークを越え、西のボーン道路を進んで、クエーカー道路との交差点まで移動した。ウォーレンは、直接の上官であり、ポトマック軍の直接戦術指揮官に留まっていたジョージ・ミード少将に、ディンウィディ・コートハウスは守られていないと報告した。午前8時45分までに、ミードはウォーレンに命令書を送り、それが午前10時20分に到着したが、それにはクエーカー道路を強行前進しグレイブリーランを越え、右翼に居る第2軍団に接触するよう伝えていた。ウォーレンはその命令を誤解するか無視するかして、正午までにジョシュア・チェンバレン准将の旅団のみを派遣してクエーカー道路を進ませた。ウォーレンはミードからの第2の命令に反応して別の部隊を派遣した。
第2軍団は午前6時半ごろにハッチャーズランから動き出した。ハンフリーズはハッチャーズランにいたその軍団と第24軍団の兵士の間に隙間を明けないよう注意していた。北軍前線の第24軍団がとった位置は第2軍団が動いた後の位置だった。ミードは、第5軍団がクエーカー道路を進んで、第5軍団と第2軍団の間に隙間が広がらないよう望んでいた。
チェンバレンの旅団はボーン道路を進んでディンウィディ・コートハウスから2マイル (3 km) に達した後で、短い距離をクエーカー道路の方に戻り、ミードがウォーレンに命令していたように、その道路を北に進めた。チェンバレンはクエーカー道路を北に約1.5マイル (2.4 km) 進んだ後、その散兵がグレイブリーランに架かる橋が壊されており、南軍は対岸の塹壕に入っていると報告した。
南軍の軍団長であるリチャード・H・アンダーソン中将の下にはブッシュロッド・ジョンソン少将の1個師団のみが属しており、南軍の右翼、ピーターズバーグの西でハッチャーズランがある所、ファイブフォークスの東約4マイル (6.4 km) に陣取り、サザランド駅からはすぐ南だった。南軍の斥候が、北軍歩兵の大部隊がクエーカー道路を北に移動していると報告したとき、アンダーソンはジョンソンに、ボーン道路上で敵部隊を追い返すよう命じた。ヘンリー・A・ワイズ准将が指揮する旅団の3個連隊が、ウィリアム・ヘンリー・ウォレス、ヤング・マーシャル・ムーディ、マット・ウィテカー・ランサム各准将の旅団を伴い、クエーカー道路とボイドトン板張り道路を南に移動し、命令を実行しようとしていた。

### 戦闘開始
チェンバレンは道路の右側にペンシルベニア志願歩兵第198連隊を置き、南軍に発砲させて陽動攻撃とし、その間にニューヨーク志願歩兵第185連隊にグレイブリーランを渡らせて南軍の右側面を攻撃させたので、そこでは激しい白兵戦が起こった。この2つの連隊は士官兵卒合わせて約1,000名がおり、当時の連隊としては大きな部隊だった。チェンバレン旅団の残り部隊がニューヨーク連隊の攻撃に続いてグレイブリーランを渡った。南軍がルイスの農家まで後退して、クエーカー道路の北約1マイル (1.6 km) が空いた。南軍は農家の近くで一旦抵抗した後、森の中に入って、胸壁の背後にいた別の南軍兵で補強された。ここでは、南軍が前進してきた北軍の散兵を押し返したが、約100名が捕虜として取られた。チェンバレンは配下の部隊の残りを前進させ、散兵に対応するために出てきた南軍兵は再び工作物の背後に戻った。

### チェンバレンの負傷; 部隊の鼓舞

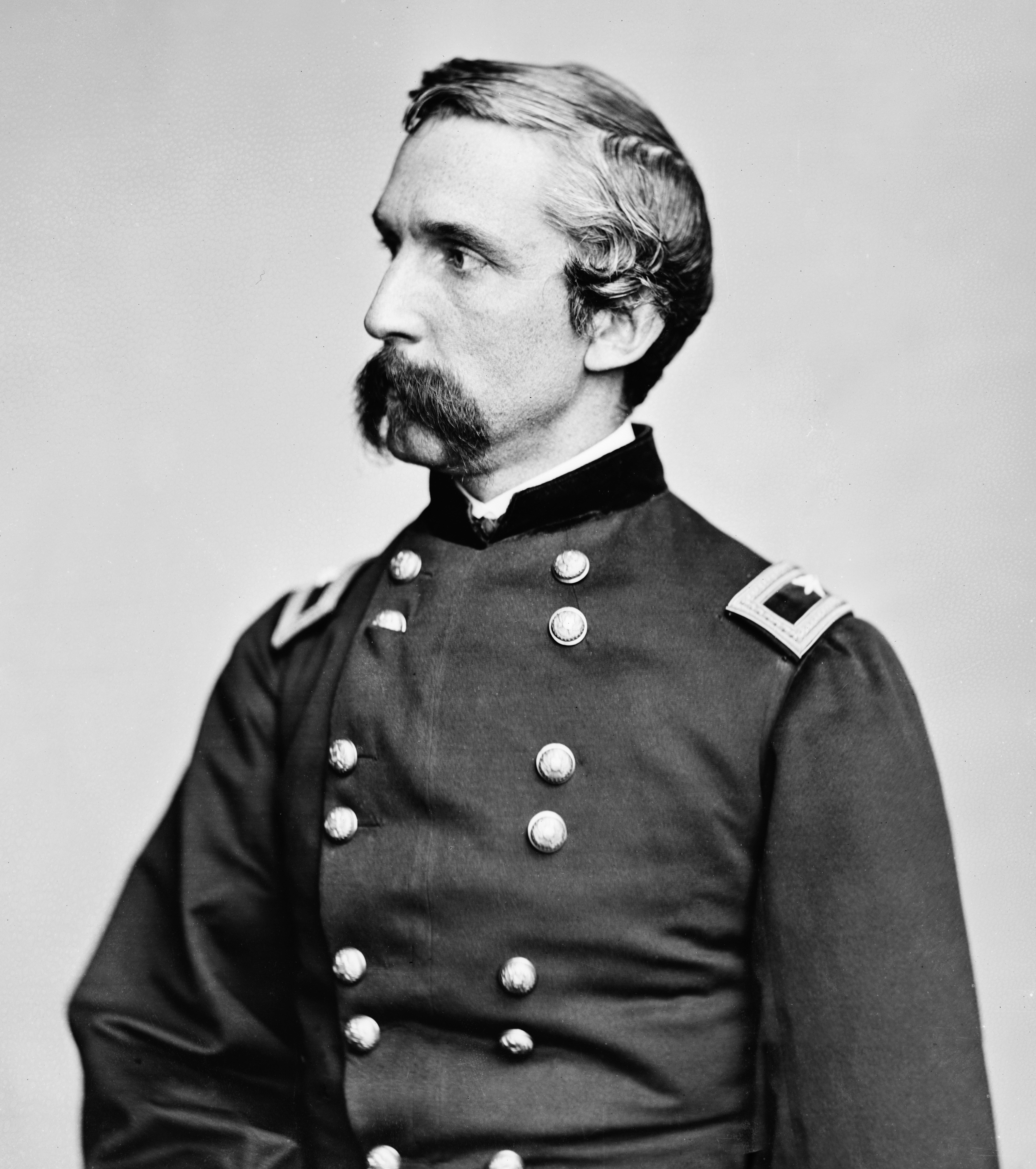
ジョシュア・チェンバレン准将

戦いが小休止になった後で、チェンバレンの師団長チャールズ・グリフィン准将（名誉少将）が前に出てきて、チェンバレンに南軍の陣地を奪わねばならないと伝えた。チェンバレンは道路の両側に兵士を配置し、乗馬して、クエーカー道路を南軍の強固な地点に向けての突撃を率いた。そこは多くの南軍兵に遮蔽物となっていた大きなおがくずの柱があった。チェンバレンが兵士達の先頭に立ったので、明確な標的になった。チェンバレンは腕を負傷し、乗っていた馬は首を負傷した。チェンバレンは馬の上に突っ伏し、当初は意識を失くしていたが、直ぐに意識を取り戻し、その状態をチェックしにきたグリフィン将軍の問いかけに答えた。続いてチェンバレンは、南軍の攻撃を受けて後退していたペンシルベニア部隊を鼓舞した。傷ついた馬が先に進めなくなると、チェンバレンは徒立ちでその前線の先頭に立った。間もなく南軍兵数名が現れて、チェンバレンの降伏を要求した。チェンバレンは帽子を失くし、色が褪せてほとんど灰色になった上着を着ていた。そのまま南軍士官の振りをして、南軍兵を北軍兵の方に連れて行き、即座に捕虜にした。

### 北軍の援軍が南軍を押し返す

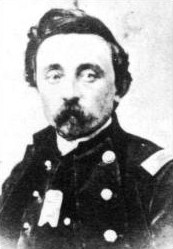
アルフレッド・L・ピアソン大佐（名誉准将）

再度戦闘が小やみになった後、チェンバレンは、前方の森の中にある南軍工作物を採ろうとして押し返されていたニューヨーク連隊を見た。チェンバレンとその連隊の士官は兵士を落ち着かせ、間もなく南軍を押し返したが、その時には正規兵中尉ジョン・ミッチェル中尉が指揮する砲兵隊が大砲4門を惹いて来て彼らを支援した。この大砲の砲撃があったにもかかわらず、南軍は北軍の陣地の側面を衝き突撃を掛けてきた。チェンバレンの兵士と砲兵がその陣地を守ったが、続いて南軍は北軍陣地の中央と右翼にいたペンシルベニア部隊に突撃を掛けた。これら北軍兵は弾薬が尽きかけており、緩りと後退を始めた。
チェンバレンの前線が後退したとき、その第1旅団は、エドガー・M・グレゴリー大佐（名誉准将）の第2旅団のニューヨーク志願歩兵第188連隊とペンシルベニア志願歩兵第155連隊（ズアーブ兵）で補強された。アルフレッド・L・ピアソン大佐（名誉准将）がペンシルベニア連隊を率いて南軍が遮蔽物に使っていた中央のおが屑柱に向かった。ピアソンは自ら連隊旗を掴み、兵士達と共におが屑柱に突撃し、疲れてきていた第1旅団の後を着いていたが、その先に通り越した。この戦闘から32年後、ピアソンはルイス農園での英雄的行動で名誉勲章を授けられた。
南軍は北軍が補強されるのを見て、ホワイトオーク道路に沿った主たる塹壕線まで後退し、ボイドトン板張り道路の支配権を放棄し、後には重傷を負った者達を残し、その他降伏した兵士もいた。チェンバレンはルイス農園の両側および前面に、砲兵大隊と共にその部隊を配置させた。

### 対戦した戦力; 損失
チェンバレンはその旅団に士官兵卒合わせて1,700名に足らなかったと書いている。またその援軍は約1,000名だった。南軍のジョンソンによるその朝の報告書に拠ればその師団には士官兵卒合わせて使える勢力が6,277名だったと、チェンバレンは記している.。チェンバレンは、自部隊の約4分の1を失ったが、南軍の全損失は「僅かに多い」としている。ただし、その文章の後のカッコ内には、その夜に胸壁の周辺で南軍の150名の戦死者と重傷者が横たわっているのを見たと言っており、またほぼ200名を自分の旅団が捕まえたとも述べている。損失の現代の推計では、北軍381名、南軍371名となっている。

## 戦いの後

### 北軍の位置づけ
ウォーレンはクエーカー道路とボイドトン板張り道路の交差点に近い陣地を取ることができた。グリフィンの師団とサミュエル・クロウフォード准将の師団がボイドトン板張り道路に沿った陣地を確保し、3月29日の北軍の動きとチェンバレンがルイス農園の陣地を奪うことに成功したことで、北軍はこの重要な通信と供給の道路を遮断でき、ホワイトオーク道路の前線の攻撃に取り掛かることができた。シェリダンの騎兵師団は長いルートのぬかるんだ道路に対応し、3月29日午後5時ごろにディンウィディ・コートハウスに到着した。シェリダンはデビンとクルックの師団を、ボーン道路、フラットフット道路、ボイドトン板張り道路、アダムズ道路を守る位置に配置した。

### グラントの命令変更
グラントは、南軍がルイス農園で攻撃を続けられず、ホワイトオーク道路の前線まで後退したことに勇気づけられ、シェリダンに与えた任務を、鉄道の襲撃と南軍の前線を伸ばさせることよりも、主たる攻勢を掛けることに拡張することに決めた。シェリダンに宛てた手紙で「今は事態を終わらせられそうに感じている」と記した。

### リーの反応
リーは、南軍がステッドマン砦の戦いで敗北し、シェリダンの騎兵隊がピーターズバーグに到着したときに、グラントが3月24日に命令を出したようにリー軍の右翼側面に回る動きをしてくると予測していた。ジェームズ川より北、すなわちピーターズバーグの南18マイル (29 km) 、ストーニー・クリーク補給所より北には6,000名の騎兵が居るだけであり、また北軍の予想される動きに対応するために前線を西に伸ばして送ることのできる歩兵は、事実上約5,000名に過ぎなかった。3月29日朝、リーはジョージ・ピケット少将にこの部隊を率いてサザランド駅に行き、ディンウィディ郡のファイブフォークスを守るために移動させた。ピケットにはウィリアム・R・テリー、モンゴメリー・コース、ジョージ・H・ステュアート各准将の旅団を率いて、ピーターズバーグの西10マイル (16 km)、サウスサイド鉄道のサザランド駅に行かせ、エッパ・ハントン准将にはピケット軍を補強する移動に備え、あるいはサウスサイド鉄道とリッチモンド・アンド・デンビル鉄道の接続点であるバークビルを守る準備を命じた。さらにフィッツヒュー・リー少将には、その騎兵師団を率いてサザランド駅に向かい、ルーニー・リーとトマス・ロッサー各少将の騎兵師団と合流するよう命じてもいた。フィッツヒュー・リーは統合された騎兵軍の指揮を執るよう命じられた。リーは、ピケットが南軍の前線をファイブフォークスの東4マイル (6.4 km) の右側面から、ファイブフォークスまで延伸できるかもしれないと考えていた。
3月29日の北軍の動きはリーを悩ませたので、その右側面を強化するためのさらなる動きを命じた。サミュエル・マクゴワン准将の旅団を西に行かせて、ジョンソンの前線をホワイトオーク道路に沿って延伸させた他に、ウィリアム・マクレイ准将の旅団を西に動かすことで、ホワイトオーク道路の前線を薄くした。ピケットは命令を受けていた通り3月29日夜にサザランド駅に到着した後、ウィリアム・R・テリー、モンゴメリー・コース、ジョージ・H・ステュアート各准将の3個旅団、ジョンソンの師団からマット・ランサムとウィリアム・ヘンリー・ウォレス各准将の旅団、フィッツヒュー・リー少将の騎兵1個師団、ウィリアム・ペグラム大佐の指揮する大砲6門を、3月30日にファイブフォークスまで移動させた。その後テリーの旅団とコースの旅団を南に送った。それでも、ピケットの部隊とマクゴワンの旅団の間には、ホワイトオーク道路の前線の外れで隙間が存在し続けていた。リーはマンチェスターの近くでハントンの旅団に予備隊の位置にいるよう命じ、そこでピケット軍を支援するか、北軍がサウスサイド鉄道とリッチモンド・アンド・ダンビル鉄道の結節点であるバークビルを攻撃するために移動した場合は、鉄道で移動してそこを守るように命じた。

### 1865年3月30日の動き
3月29日の夜中、地域に雨が降り注ぎ、翌日も続いたので、その日が戦闘が限られたものになった。シェリダンは後に、グラントが天候が回復し地面が乾くまで作戦を全て中断することを考えていたが、シェリダンが作戦を進めるように説得したと述べている。3月30日、シェリダンの騎兵隊の半分をトマス・デビン准将が指揮し、フィッツヒュー・リーが指揮する南軍騎兵隊と小競り合いを演じた。この部隊がファイブフォークスに接近したとき、ロバート・M・モリス少佐のアメリカ合衆国騎兵第6連隊の偵察隊がフィッツヒュー・リーの部隊に遭遇し、その後の戦いで士官3名と兵士20名を失った。南軍の方もウィリアム・H・F・ペイン准将が負傷するなど、幾らかの損失を出した。チャールズ・L・リーパー大佐のペンシルベニア第6騎兵隊に属する偵察隊との小競り合いや陽動への対応があり、ピケット軍はファイブフォークスへの到着が遅れて、午後4時半ごろになった。ロッサーとルーニー・リーの騎兵師団の到着はさらに遅れた。
一方で、ウォーレンの第5軍団の散兵が南軍をボイドトン板張り道路とクレイボーン道路との間のホワイトオーク道路に釘付けにしていた。ミードとグラントからの不完全な情報や、曖昧で矛盾する命令があったにもかかわらず、ウォーレンはグラントの命令に従い、ボイドトン板張り道路の一部での地歩を強化するために第5軍団を前に押し出しており、第5軍団はその道路とダブニーミル道路との交差点からグレイブリーランまでを覆う前線で塹壕に入った。午後になって、ウォーレンはグリフィン隊が南軍の前進基地を占領したのを見たが、ボイドトン板張り道路を進むとすれば、南軍の大砲と防御工作に阻まれることも分かっていた。
ハンフリーズの第2軍団は第5軍団と第24軍団の間の隙間を埋めていた。第24軍団は南軍の哨戒線の大半を占領していた。
第5軍団に属するロメイン・B・エアーズ准将の師団がホワイトオーク道路のクレイボーン道路から西に短い範囲を偵察した。フレデリック・ウィンスロップ大佐の前衛旅団がグレイブリーランの雨で膨れた支流を渡った。そこは翌日の戦闘の戦場になった。他の2個旅団は支流を渡らなかったが、塹壕に入り始めた。エアーズは北東に開いたスペースを見ただけであり、ホワイトオーク道路とクレイボーン道路との交差点近くにある厚い防御工作は見損なっていた。クレイボーン道路は直接北にあるハッチャーズランに向かって鋭角に戻っていた。暗闇が訪れると、エアーズはその陣地を守るために多くの前進基地を構築させた。3月30日のホワイトオーク道路前線における戦闘で、北軍の損失は戦死1名、負傷7名、不明15名だった。南軍の損失は不明である。

### 1865年3月31日の戦闘への前哨線
1865年3月29日のルイス農園、および30日のホワイトオーク道路に沿った同農園の近傍での戦闘、軍隊の操作、小競り合いは、3月31日のホワイトオーク道路の戦いとディンウィディ・コートハウスの戦いの前哨戦となった。

## 原註
1. ↑  Kennedy, p. 412; Salmon, p. 459; NPS Archived 2008年5月8日, at the Wayback Machine. では、北軍381名、南軍371名の損失としている, p. 806, states "ウォーレンの軍団で370名が戦死または負傷した; 南軍は少なくとも 130 名が戦死し、200名が捕虜になった"
2. ↑  この方面作戦は、南軍とピーターズバーグ、リッチモンド両市が包囲されることはなかったので真の意味で包囲戦ではない。戦闘はピーターズバーグ以外の場所、主にリッチモンドの地域で起こった。詳細はリッチモンド・ピータースバーグ方面作戦を参照
3. ↑  Bryce A. Suderow, in his introduction to Chapter 5 of Ed Bearss's 2014 edition of Volume II of The Petersburg Campaign: The Western Front Battles, September 1864–April 1865, この戦闘は「ファイブフォークス方面作戦と見られるべきものの最初の戦闘」と考えるべき、と言っている。Bearss, 2014, p. 313.
4. ↑  リーは拡張された前線を守るために、予備隊3部隊のうちの2隊を使うしかなくなった。Bearss, Edwin C., with Bryce A. Suderow. The Petersburg Campaign. Vol. 2, The Western Front Battles, September 1864 – April 1865. El Dorado Hills, CA: Savas Beatie, 2014. ISBN 978-1-61121-104-7. p. 239.
5. ↑  シェルビー・フットは、南軍の前線が3マイル (4.8 km) から37マイル (60 km) まで伸び、「再発したデコボコや複合は除外しても」「現役任務にあったのは」46,398名まで減少していたと述べていた Foote, 1974, p. 785.
6. ↑  シェリダンはノースカロライナ州に行く望みも意図も無かった。グラントはそれがグラントの作戦ではないことを受け合い、シェリダンは必要ならばシャーマン軍に合流するという裁量があると伝えた。 Greene, 2008, p. 151.
7. ↑  ピーターズバーグから西に向かう主要道路は、ボイドトン板張り道路であり、最初の10マイルはアポマトックス川にほぼ並行し、3マイルないし6マイル離れている。サウスサイド鉄道がボイドトン板張り道路と川の間を通っている。ボイドトン板張り道路の南はボーン道路である。その最初の部分は我が軍の主要な塹壕の背後にあるが、我が軍の最左翼にあるハッチャーズランから傾斜してボイドトン板張り道路に下がっていく。その道路からディンウィディ・コートハウスまでは2マイルに過ぎない。この地点から東に5マイルに、クエーカー道路、別の感情にある人からは「軍事道路」と呼ばれる道路がボーン道路と交差し、北のボイドトン板張り道路に向かい、ハッチャーズランとグレイブリーランの中間で交差し、この交差点でロワンティ・クリークとなる。

クエーカー道路とボイドトン板張り道路の交差点から1マイル上流にホワイトオーク道路があり、ボイドトン板張り道路とは直角に西に向かい、小さな水流と支流の間の尾根を辿り、ハッチャーズランとグレイブリーランの水源となり、「ファイブフォークス」を通ってその先に向かう。これが道路の交差する点であり、その主要なものはフォード道路と呼び、ホワイトオーク道路と直角に交わり、3マイル北のサウスサイド鉄道の駅から、6マイル南のディンウィディ・コートハウスに向かう。

ピーターズバーグの西にある敵軍の主要塹壕線は重要なボイドトン板張り道路を覆っているが、ハッチャーズランまでであり、バージェスのミルで塹壕が離れ、2マイルほどはホワイトオーク道路に従い、その後それを横切って北に転じてクレイボーン道路を辿り、ピーターズバーグから10マイル離れたサウスサイド鉄道のサザランド駅に導き、約1マイル上になるハッチャーズランに当たるまでこの道路を覆っている。この「返り」が敵軍塹壕線の最右翼を形成している。ジョシュア・チェンバレン『The Passing of the Armies: An Account of the Final Campaign of the Army of the Potomac』. New York: Bantam Books, 1993. ISBN 978-0-553-29992-2. pp. 31–32. First published New York and London, G.P. Putnam's Sons, 1915.
8. ↑  ベアーズは、ウォーレンが命令を誤解したと言っている Bearrs, 2014, p. 333.
9. ↑  チェンバレンの心臓に近い上着のポケットに入っていた幾らかの紙と真鍮で背を作ったポケット鏡に銃弾が当たって逸れ、副官のボーゲル中尉の拳銃に当たり、落馬させた。 Chamberlain, 1915, p. 35.
10. ↑  ピアソンの名誉勲章授与文には次のように書かれていた: 「1865年3月29日、ルイスの農園で、敵軍によって1個旅団が後退させられるのを目にし、その連隊旗を掴み、自分について来るよう兵士達に呼びかけ、激しい銃火の下を敵軍目がけて前進した。旅団全体が前進し、失われた陣地を取り戻し、敵軍は撃退された。発効日: 1897年9月17日"
11. ↑  チェンバレンはランサムの旅団がチェンバレン隊の前進に合わせて動き出したと記したが、歴史家のA・ウィルソン・グリーンは、彼が述べている旅団の中の部隊がジョンソンの師団の部隊と戦っていたと識別していない。Greene, 2009, p. 158.